# Mike Marino
Michael Marino (...) è un truccatore statunitense, candidato tre volte al Premio Oscar al miglior trucco e acconciatura.

## Biografia
Ha iniziato a lavorare nel 1999, nel film The Corruptor - Indagine a Chinatown di James Foley. Nel corso della sua carriera, ha lavorato per moltissimi film tra cui Io sono leggenda, Il cigno nero e Men in Black 3. Nel 2012, è stato candidato al Premio Emmy per il miglior trucco prostetico in una serie, miniserie o film per la televisione per Boardwalk Empire - L'impero del crimine. Nel 2019 a lavorato per il film di Martin Scorsese, The Irishman. Nel 2022, è stato candidato al Premio Oscar per il miglior trucco e acconciatura per il film di Craig Brewer, Il principe cerca figlio. Nel 2023, ha ricevuto la sua seconda candidatura all'Oscar per il suo lavoro in The Batman. Grazie a questo film è stato candidato anche ad un BAFTA e a un Saturn Award.

## Filmografia

### Truccatore

#### Cinema
- The Corruptor - Indagine a Chinatown (The Corruptor), regia di James Foley (1999)
- Requiem for a Dream, regia di Darren Aronofsky (2000)
- Hannibal, regia di Ridley Scott (2001)
- Jay & Silent Bob... Fermate Hollywood! (Jay and Silent Bob Strike Back), regia di Kevin Smith (2001)
- Campfire Stories, regia di Bob Cea, Andrzej Krakowski e Jeff Mazzola (2001)
- This Thing of Ours, regia di Danny Provenzano (2002)
- Mr. Deeds, regia di Steven Brill (2002)
- Jackass: The Movie, regia di Jeff Tremaine (2002)
- Fratelli per la pelle (Stuck on You), regia di Peter e Bobby Farrelly (2003)
- Shooting Vegetarians, regia di Mikey Jackson (2005)
- Headspace, regia di Andrew van den Houten (2005)
- Tenacious D e il destino del rock (Tenacious D in The Pick of Destiny), regia di Liam Lynch (2006)
- Beautiful Ohio, regia di Chad Lowe (2006)
- Anamorph - I ritratti del serial killer (Anamorph), regia di Henry Miller (2007)
- Come d'incanto (Enchanted), regia di Kevin Lima (2007)
- Io sono leggenda (I Am Legend), regia di Francis Lawrence (2007)
- Synecdoche, New York, regia di Charlie Kaufman (2008)
- Love Guru, regia di Marco Schnabel (2008)
- The Wrestler, regia di Darren Aronofsky (2008)
- The Perfect Age of Rock 'n' Roll, regia di Scott D. Rosenbaum (2009)
- Blue Valentine, regia di Derek Cianfrance (2010)
- Un perfetto gentiluomo (The Extra Man), regia di Shari Springer Berman e Robert Pulcini (2010)
- Poliziotti fuori - Due sbirri a piede libero (Cop Out), regia di Kevin James (2010)
- 5 giorni fuori (It's Kind of a Funny Story), regia di Anna Boden e Ryan Fleck
- Amore a mille... miglia (Going the Distance), regia di Nanette Burstein (2010)
- Il cigno nero (Black Swan), regia di Darren Aronofsky (2010)
- The Tempest, regia di Julie Taymor (2010)
- Love & Secrets (All Good Things), regia di Andrew Jarecki (2010)
- Mr. Beaver (The Beaver), regia di Jodie Foster
- Safe House - Nessuno è al sicuro (Safe House), regia di Daniel Espinosa (2012)
- Men in Black 3, regia di Barry Sonnenfeld (2012)
- Il dittatore (The Dictator), regia di Larry Charles (2012)
- Come un tuono (The Place Beyond the Pines), regia di Derek Cianfrance (2012)
- Comic Movie (Movie 43), registi vari (2013)
- After Earth, regia di M. Night Shyamalan (2013)
- I sogni segreti di Walter Mitty (The Secret Life of Walter Mitty), regia di Ben Stiller (2013)
- The Wolf of Wall Street, regia di Martin Scorsese (2013)
- Storia d'inverno (Winter's Tale), regia di Akiva Goldsman (2014)
- Il volo del falco (Aloft), regia di Claudia Llosa (2014)
- Motel (The Bag Man), regia di David Grovic (2014)
- Lost River, regia di Ryan Gosling (2014)
- Liberaci dal male (Deliver Us from Evil), regia di Scott Derrickson (2014)
- Birdman (Birdman or (The Unexpected Virtue of Ignorance), regia di Alejandro González Iñárritu (2014)
- St. Vincent, regia di Theodore Melfi (2014)
- Notte al museo - Il segreto del faraone (Night at the Museum: Secret of the Tomb), regia di Shawn Levy (2014)
- Focus - Niente è come sembra (Focus), regia di Glenn Ficarra e John Requa (2015)
- Green Room, regia di Jeremy Saulnier (2015)
- American Ultra, regia di Nima Nourizadeh (2015)
- La luce sugli oceani (The Light Between Oceans), regia di Derek Cianfrance (2016)
- American Pastoral, regia di Ewan McGregor (2016)
- La ragazza del treno (The Girl on the Train), regia di Tate Taylor (2016)
- Piercing, regia di Nicolas Pesce (2018)
- Truffatori in erba (Gringo), regia di Nash Edgerton (2018)
- Gongjak, regia di Jong-bin Yoon (2018)
- Gotti - Il primo padrino (Gotti), regia di Kevin Connolly (2018)
- Hold the Dark, regia di Jeremy Saulnier (2018)
- Trading Paint - Oltre la leggenda (Trading Paint), regia di Karzan Kader (2019)
- I morti non muoiono (The Dead Don't Die), regia di Jim Jarmusch (2019)
- The Fanatic, regia di Fred Durst (2019)
- Joker, regia di Todd Phillips (2019)
- Il cardellino (The Goldfinch), regia di John Crowley (2019)
- The Irishman, regia di Martin Scorsese (2019)
- Cattive acque (Dark Waters), regia di Todd Haynes (2019)
- Greyhound - Il nemico invisibile (Greyhound), regia di Aaron Schneider (2020)
- Project Power, regia di Henry Joost e Ariel Schulman (2020)
- Il principe cerca figlio (Coming 2 America), regia di Craig Brewer (2021)
- I molti santi del New Jersey (The Many Saints of Newark), regia di Alan Taylor (2021)
- The Batman, regia di Matt Reeves (2022)
- A Different Man, regia di Aaron Schimberg (2024)

#### Televisione
- Angel - serie TV (1999)
- Murder in Small Town X - miniserie TV (2001)
- Boardwalk Empire - L'impero del crimine (Boardwalk Empire) - serie TV, 22 episodi (2010-2011)
- Deception - serie TV (2018)
- Maniac - serie TV, 2 episodi (2018)
- True Detective - serie TV, 8 episodi (2019)
- Un volto, due destini - I Know This Much Is True (I Know This Much Is True) - serie TV, 6 episodi (2020)
- The Undoing - Le verità non dette (The Undoing) - miniserie TV, 3 episodi (2020)
- La fantastica signora Maisel (The Marvelous Mrs. Maisel) - serie TV, 3 episodi (2023)
- The Idol - serie TV, 5 episodi (2023)
- The Penguin - miniserie TV, 8 episodi (2024)

#### Videoclip
- Sacrifice - The Weeknd (2022)
- Out of Time - The Weeknd (2022)
- Is There Someone Else? - The Weeknd (2022)

### Attore
- The Wrestler, regia di Darren Aronofsky (2008)
- Come un tuono (The Place Beyond the Pines), regia di Derek Cianfrance (2012)

## Riconoscimenti
- Premio Oscar
  - 2022 - Candidatura al miglior trucco e acconciatura per Il principe cerca figlio[14]
  - 2023 - Candidatura al miglior trucco e acconciatura per The Batman[15]
  - 2025 - Candidatura al miglior trucco e acconciatura per A Different Man
- Premio Emmy
  - 2012 - Candidatura al miglior trucco prostetico in una serie, miniserie o film per la televisione per Boardwalk Empire - L'impero del crimine[16]
- BAFTA
  - 2023 - Candidatura al miglior trucco e acconciatura per The Batman[11]
- Saturn Award
  - 2019 - Candidatura al miglior trucco per I morti non muoiono
  - 2022 - Candidatura al miglior trucco per The Batman